# نعناع دغلي
النعناع الدغلي (الاسم العلمي: Hyptis) (بالإنجليزية: bushmint)‏ هو جنس من النباتات يتبع الفصيلة الشفوية من رتبة الشفويات.